# Athéisme chrétien
L'athéisme chrétien est une forme de christianisme culturel et de système éthique tirant ses croyances et ses pratiques de la vie et des enseignements de Jésus de Nazareth, tels qu'ils sont consignés dans les Évangiles du Nouveau Testament et d'autres sources apocryphes, tout en rejetant les éléments surnaturels du christianisme.
L'athéisme chrétien prend plusieurs formes : certains athées chrétiens adoptent une position déiste dans laquelle la croyance en un Dieu transcendant ou interventionniste est rejetée ou absente, au profit d'un Dieu immanent et neutre dont Jésus est un représentant (Thomas J.J. Altizer) ; tandis que d'autres suivent l'enseignement de Jésus tel que relaté par les Écritures dans un monde sans Dieu où Jésus est considéré comme un simple philosophe (William Hughes Hamilton (en)). L'athéisme chrétien prôné par Hamilton est proche du concept de jésuisme, pour lequel parler de « chrétien » est presque un abus de langage dans la mesure où ses adeptes ne reconnaissent pas Jésus en tant que Messie (i.e. le Christ) destiné à revenir à la fin des Temps pour sauver l'Humanité.

## Croyances

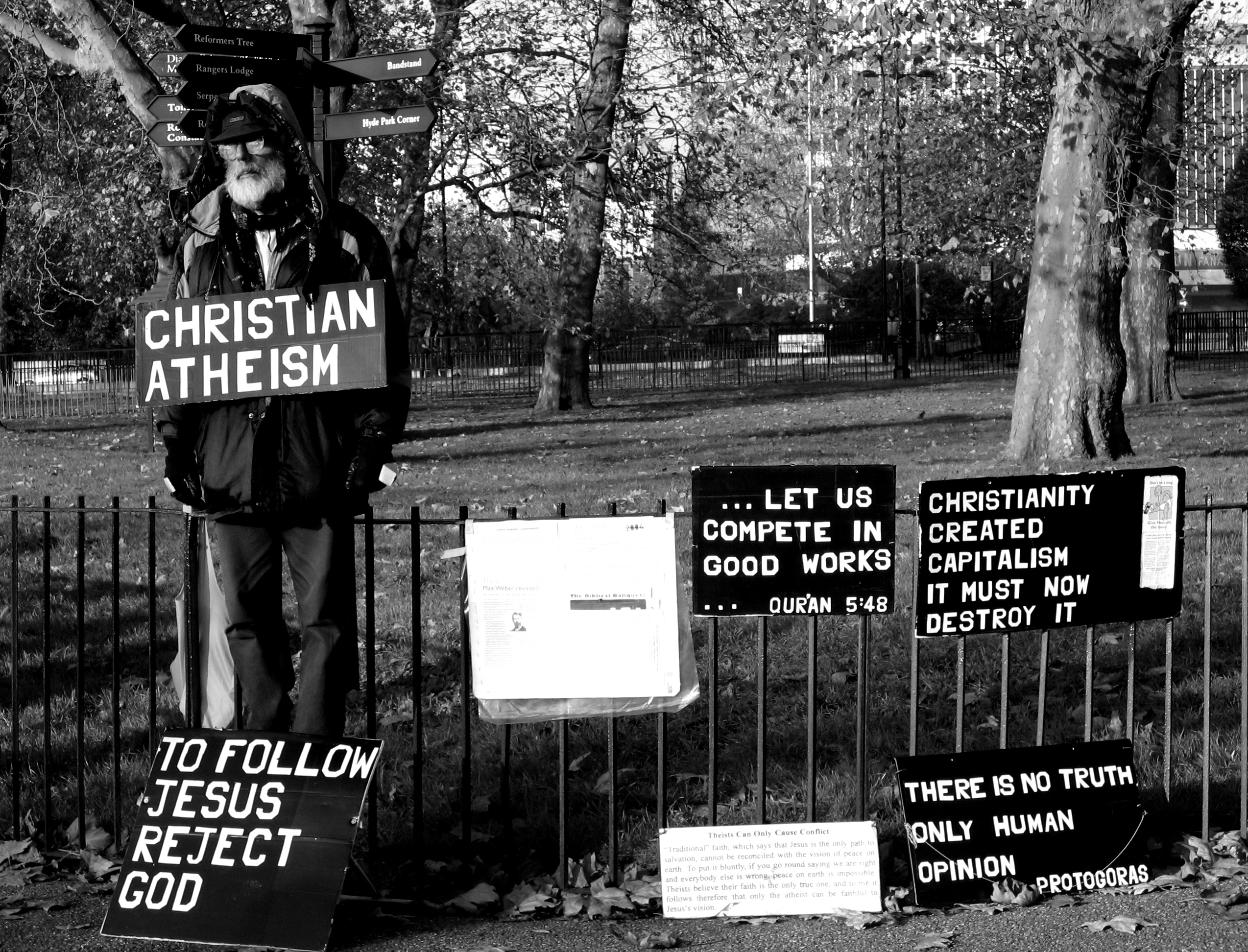
Un homme faisant la promotion de l'athéisme chrétien au Speakers' Corner, à Londres, en 2005. Une de ses pancartes dit : « Pour suivre Jésus, rejetez Dieu ».

Thomas Ogletree, professeur d'éthique et d'études religieuses à la Yale Divinity School, énumère ces quatre croyances communes aux personnes se réclamant des chrétiens athées, : 
1. L'affirmation de l'irréalité de Dieu pour notre époque, y compris les compréhensions abstraites de Dieu qui ont fait partie de la théologie chrétienne traditionnelle.
2. L'insistance à saisir la culture contemporaine comme une caractéristique nécessaire d'un travail théologique responsable.
3. L'affirmation de différents degrés et formes d'aliénation dans les églises telles qu'elles sont.
4. La reconnaissance de la centralité de la personne de Jésus dans une réflexion qui persiste à se dire théologique.

## L'existence de Dieu
Selon Paul van Buren, un théologien de la mort de Dieu, le mot Dieu lui-même est « dénué de sens ou trompeur ». Van Buren soutient qu'il est impossible de penser Dieu, et déclare : 

« Nous ne pouvons identifier quoi que ce soit qui puisse compter pour ou contre la vérité de nos déclarations concernant «Dieu» »

— .
 L'inférence de ces affirmations menant à la conclusion que cette pensée est « soit dénuée de sens, soit trompeuse » est implicitement fondée sur la théorie vérificatrice de la signification. La plupart des athées chrétiens croient que Dieu n'a jamais existé, mais certains croient littéralement à la mort de Dieu. Thomas J.J. Altizer (en), athée chrétien bien connu pour son approche littérale de la mort de Dieu, parle souvent de la mort de Dieu comme d'un événement rédempteur. Dans son livre L'Évangile de l'athéisme chrétien, il dit : 

« Aujourd'hui, tout homme ouvert à l'expérience sait que Dieu est absent, mais seul le chrétien sait que Dieu est mort, que la mort de Dieu est un événement final et irrévocable, et que la mort de Dieu a permis dans notre histoire actuelle une humanité nouvelle, libérée »

— .
On pourrait parler ici d'un « monophysisme inversé », selon lequel la nature humaine de Jésus absorbe la nature divine (Dieu le Père) qui s'est incarnée en lui. Il en résulterait que le Créateur de l'Univers est véritablement décédé en l'an 33 à Jérusalem, ce qui résout à la fois la question de la Cause première et l'absence apparente de Dieu dans le monde actuel.

## Éléments culturels
Certains théologiens, dont Altizer et Lyas, se sont penchés sur la culture scientifique et empirique d'aujourd'hui, et ont essayé de trouver, en elle, la place de la religion. Selon Altizer : 
 La foi et le monde ne peuvent plus exister dans l'isolement mutuel… Le chrétien radical condamne toutes les formes de foi qui se désengagent du monde. 
 Il poursuit en disant que notre réponse à l'athéisme devrait être « l'acceptation et l'affirmation ». Colin Lyas, professeur de philosophie à l'Université de Lancaster, émet l'avis suivant : 
 Les athées chrétiens sont également unis dans la conviction que toute réponse satisfaisante à ces problèmes doit être une réponse qui rendra la vie tolérable dans ce monde, ici et maintenant, et qui attirera l'attention sur les problèmes sociaux et actuels de cette vie. 

## Séparation avec l’église
Thomas Altizer a pour avis que : 
 [Le] chrétien radical croit que la tradition ecclésiastique a cessé d'être chrétienne. 
 Thomas Altizer pense que le christianisme orthodoxe n'a plus de sens pour les gens, car il ne débat pas de la place du christianisme dans le contexte de la théologie contemporaine. Les athées chrétiens veulent être complètement séparés de la plupart des croyances chrétiennes orthodoxes, ainsi que des traditions bibliques. Selon lui, la foi « ne peut jamais s'identifier à une tradition ecclésiastique ou à une forme doctrinale ou rituelle donnée ». Il ajoute que la foi ne peut « avoir aucune assurance définitive sur ce que signifie être chrétien ». Il indique par ailleurs que les religions qui se retirent du monde s'éloignent de la vérité. Il poursuit en déclarant que « s'accrocher au Dieu chrétien de notre temps, c'est échapper à la situation humaine de notre siècle et renoncer à l'inévitable souffrance qui est son lot ».

## Centralité de Jésus

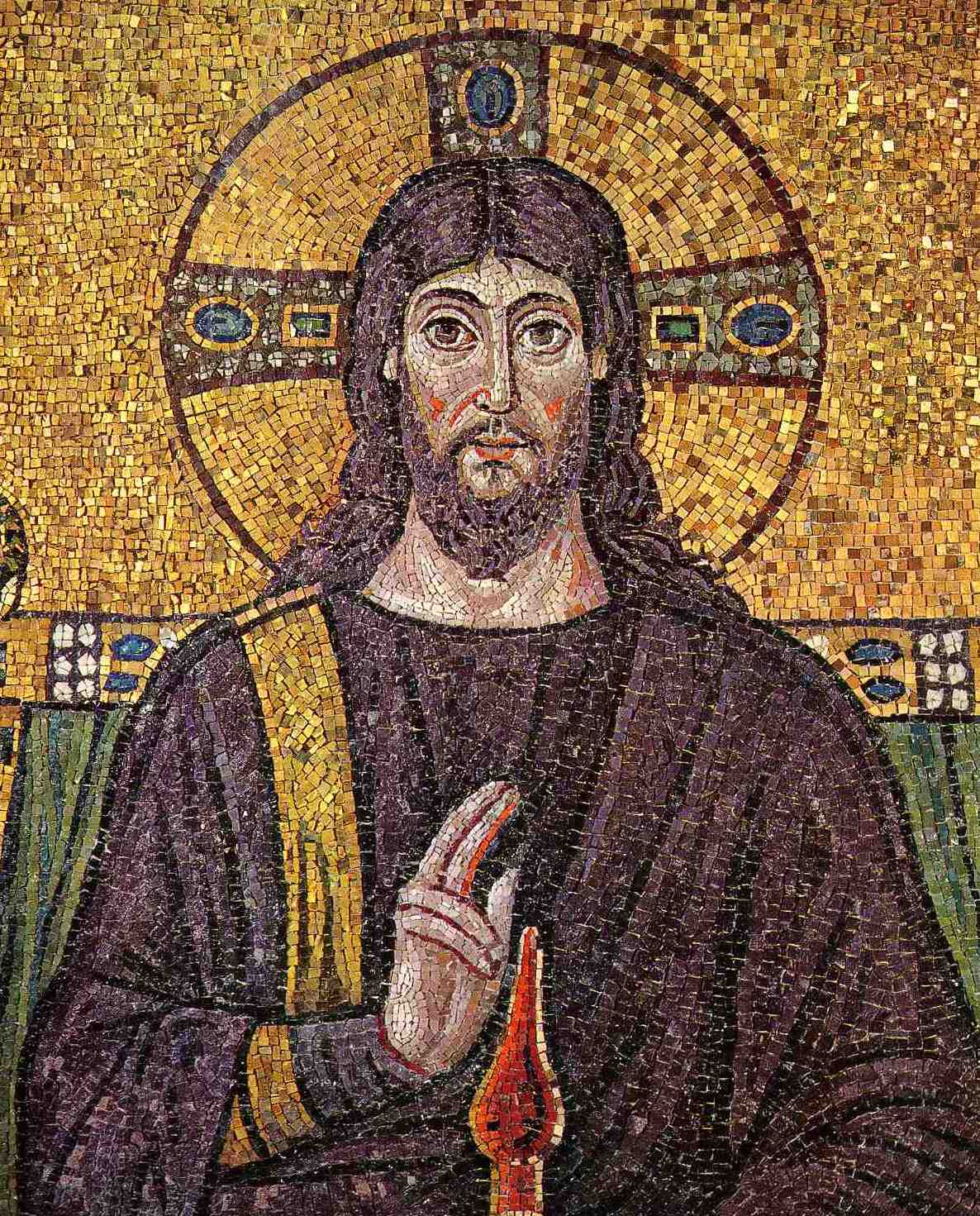
Mosaïque du VIe siècle de Jésus à la basilique de Sant'Apollinare Nuovo à Ravenne.

Bien que Jésus soit toujours une caractéristique centrale de l'athéisme chrétien, Hamilton déclare que pour l'athée chrétien, Jésus en tant que figure historique ou surnaturelle n'est pas le fondement de la foi; au lieu de cela, Jésus est un « endroit où être, un point de vue ». Les athées chrétiens considèrent Jésus comme un modèle de vertu, mais ils ne le voient pas comme Dieu, ni comme le Fils de Dieu ; simplement comme un rabbin influent.
Hamilton a écrit que suivre Jésus signifie être « aux côtés du prochain, être pour lui » et que suivre Jésus signifie être humain, aider les autres humains, et faire avancer l'humanité.

## Par dénomination
Aux Pays-Bas, 42 % des membres de l'Église protestante des Pays-Bas (PKN) sont des non-théistes. La non-croyance parmi les ecclésiastiques n'est pas toujours perçue comme un problème. Ainsi, Don Cupitt, dans les années 1980, soutient que Dieu est un symbole ou une métaphore, et que le langage religieux n'est pas nécessairement en adéquation avec une réalité transcendante. Selon une enquête menée auprès de 860 pasteurs protestants néerlandais, 1 membre du clergé sur 6 est agnostique ou athée. Dans la branche dénommée « Confrérie des protestants », le pourcentage de personnes se déclarant sceptiques quant à l'existence de Dieu était de 42 %. Le pasteur Klaas Hendrikse, pasteur du PKN, a ainsi décrit Dieu comme « un mot pour désigner l'expérience, ou l'expérience humaine » et a déclaré que Jésus n'avait peut-être jamais existé. Hendrikse a attiré l'attention avec un livre, publié en novembre 2007, dans lequel il affirme qu'il n'était pas nécessaire de croire en l'existence de Dieu pour croire en Dieu : le titre néerlandais du livre se traduit par Croire en un Dieu qui n'existe pas : manifeste d'un pasteur athée. Hendrikse y affirme que « Dieu n'est pas pour moi un être mais un mot pour ce qui peut arriver entre les gens. Quelqu'un vous dit, par exemple, 'Je ne vous abandonnerai pas', puis concrétise ces mots ; il serait parfaitement correct d'appeler cette [relation] : 'Dieu' ». Un synode général a constaté que les opinions d'Hendrikse étaient largement partagées à la fois par le clergé, et par les membres de l'Église. La décision du 3 février 2010 d'autoriser Hendrikse à continuer à travailler comme pasteur fait suite à l'avis d'un comité de surveillance régional, selon lequel les déclarations d'Hendrikse « ne sont pas suffisamment importantes pour endommager les fondations de l'Église. Les idées d'Hendrikse ne sont pas théologiquement nouvelles, et sont conformes à la tradition libérale qui fait partie intégrante de notre Église. » 
Un sondage Harris Interactive de 2003 a révélé que 90 % des protestants auto-identifiés aux États-Unis croient en Dieu, et qu'environ 4 % des protestants américains n'y croient pas.

### Catholicisme
L'athéisme catholique est une croyance selon laquelle la culture, les traditions, les rituels et les normes du catholicisme doivent être acceptées et suivies, mais dans laquelle l'existence de Dieu est rejetée. Il est illustré dans le roman de Miguel de Unamuno, San Manuel Bueno, Mártir (1930). Selon des recherches effectuées en 2007, seulement 27 % des catholiques aux Pays-Bas se considéraient comme théistes, tandis que 17 % étaient agnostiques ou athées. De nombreux Néerlandais sont toujours affiliés au terme « catholique », et l'utilisent dans certaines traditions comme base de leur identité culturelle, plutôt que comme identité religieuse. Aux Pays-Bas, la grande majorité de la population catholique est désormais largement non-religieuse dans la pratique. Cependant, une étude de 2010 n'a trouvé aucun prêtre catholique se définissant comme athée.

## Critiques du concept
Dans son livre Mere Christianity, l'apologiste C.S. Lewis s'est opposé à la définition de l'athéisme chrétien selon Hamilton, et à l'affirmation selon laquelle Jésus ne serait qu'un guide moral : 
 J'essaie ici d'empêcher quiconque de dire la chose vraiment stupide que les gens disent souvent de lui: «Je suis prêt à accepter Jésus comme un grand professeur de morale, mais je n'accepte pas sa prétention d'être Dieu. C'est la seule chose qu'on ne doit pas dire. Un homme qui n'était qu'un homme et qui a dit le genre de choses que Jésus a dites ne serait pas un grand professeur de morale. Il serait soit un fou, soit il serait le diable de l'enfer. Vous devez faire votre choix. Soit cet homme était et est le Fils de Dieu, soit un fou ou quelque chose de pire. Vous pouvez le considérer comme un imbécile, vous pouvez lui cracher dessus et le tuer comme un démon ou vous pouvez tomber à ses pieds et l'appeler Seigneur et Dieu, mais ne venons pas avec un non-sens condescendant selon lequel il serait un grand enseignant humain. Cette possibilité n'est pas ouverte. […] Maintenant, il me semble évident qu'Il n'était ni un fou ni un démon: par conséquent, aussi étrange ou terrifiant ou improbable que cela puisse paraître, je dois accepter l'idée qu'Il était et qu'Il est Dieu. 
 L'argument de Lewis, maintenant connu sous le nom de « trilemme de Lewis », a été critiqué pour, entre autres, constituer un faux « trilemme », car il ne traite pas d'autres options (comme Jésus se trompant sincèrement ou simplement mythique). Le philosophe John Beversluis soutient que Lewis « prive ses lecteurs de nombreuses interprétations alternatives de Jésus qui n'entraînent aucune implication aussi odieuse ».

## Personnalités associées au concept
- William Montgomery Brown (en) (1855-1937), évêque épiscopal américain, auteur communiste et activiste athée. Il s'est décrit comme un « chrétien athée[13] » ;
- Slavoj Žižek défend ce concept, notamment dans son livre Christian atheism publié en avril 2024;
- Jordan Peterson (né en 1962), connu pour avoir soutenu que tout athée avoué qui mène une vie morale n'est pas vraiment un athée, mais réellement religieux (par exemple, judéo-chrétien)[14] ;
- Anton Rubinstein (1829–1894), pianiste, compositeur et chef d'orchestre russe. Bien qu'il ait été élevé en tant que chrétien, Rubinstein est devenu plus tard un athée chrétien[15] ;
- Dan Savage (né en 1964), auteur américain, spécialiste des médias, journaliste et activiste pour la communauté LGBT. Bien qu'il ait déclaré qu'il était désormais athée[16], il a déclaré qu'il s'identifiait toujours comme « culturellement catholique[17] » ;
- Gretta Vosper (née en 1958), ministre de l'Église unie du Canada, qui est athée[18] ;
- Alexandre Loukachenko (né en 1954), président du Bélarus. Se décrit comme un athée orthodoxe[19] ;
- George Santayana (1863-1952), philosophe, écrivain et romancier hispano-américain. Bien qu'athée de longue date, il tenait profondément en considération la culture catholique espagnole[20]. Il se décrirait comme un « catholique esthétique[21] » ;
- John Dominic Crossan (né en 1934) s'identifie comme un chrétien culturel, alors qu'il a également affirmé qu'il ne croyait pas en un Dieu littéral[22],[23] ;
- Elon Musk (né en 1971) est régulièrement décrit comme irréligieux mais s'identifie comme un chrétien culturel et croyant dans les principes non surnaturels du christianisme[24] ;
- Richard B. Spencer (né en 1978), personnalité nationaliste américaine Alt-Droite et blanche, dit qu'il est athée[25] mais se décrit comme un « chrétien culturel[26] ».

## Voir également
- Jefferson Bible
- Athéisme juif
- Lloyd Geering
- Robert M. Price